# Monsta
MONSTA – debiutancki minialbum brytyjskiej grupy muzycznej MONSTA, wydany 23 października 2012 roku przez OWSLA. Wydano dwa single: "Messiah" oraz "Holdin' On", któremu popularność przyniósł remiks Skrillexa i Nero.

## Lista utworów
1. "Holdin' On" - 4:00
2. "Messiah" - 3:59
3. "Where Did I Go?" - 4:03
4. "Holdin' On" (Skrillex & Nero Remix) - 3:57
5. "Messiah" (Alvin Risk Remix) - 3:20
6. "Where Did I Go?" (Dillon Francis & Kill Paris Remix) - 4:00